# 1814 en mathématiques
| Années des mathématiques : 1811 - 1812 - 1813 - 1814 - 1815 - 1816 - 1817    |
| Décennies des mathématiques : 1780 - 1790 - 1800 - 1810 - 1820 - 1830 - 1840 |

Cet article présente les faits marquants de l'année 1814 en mathématiques.

## Évènements
- 22 août : le mathématicien Augustin Cauchy présente à l'Institut un Mémoire sur les intégrales définies[1]. De 1814 à 1830, Cauchy travaille sur une théorie des fonctions d’une variable complexe qui l’emmènent à formuler de nombreuses lois ou fonctions fixant l’analyse mathématique.

## Publications
- Peter Barlow :
  - New mathematical Tables (Nouvelles tables mathématiques contenant les facteurs , carrés , cubes et leurs racines , avec les logarithmes réciproques et hyperboliques de tous les nombres , depuis 1 à 10,000), Londres.
  - A New Mathematical and Philosophical Dictionary.

## Naissances

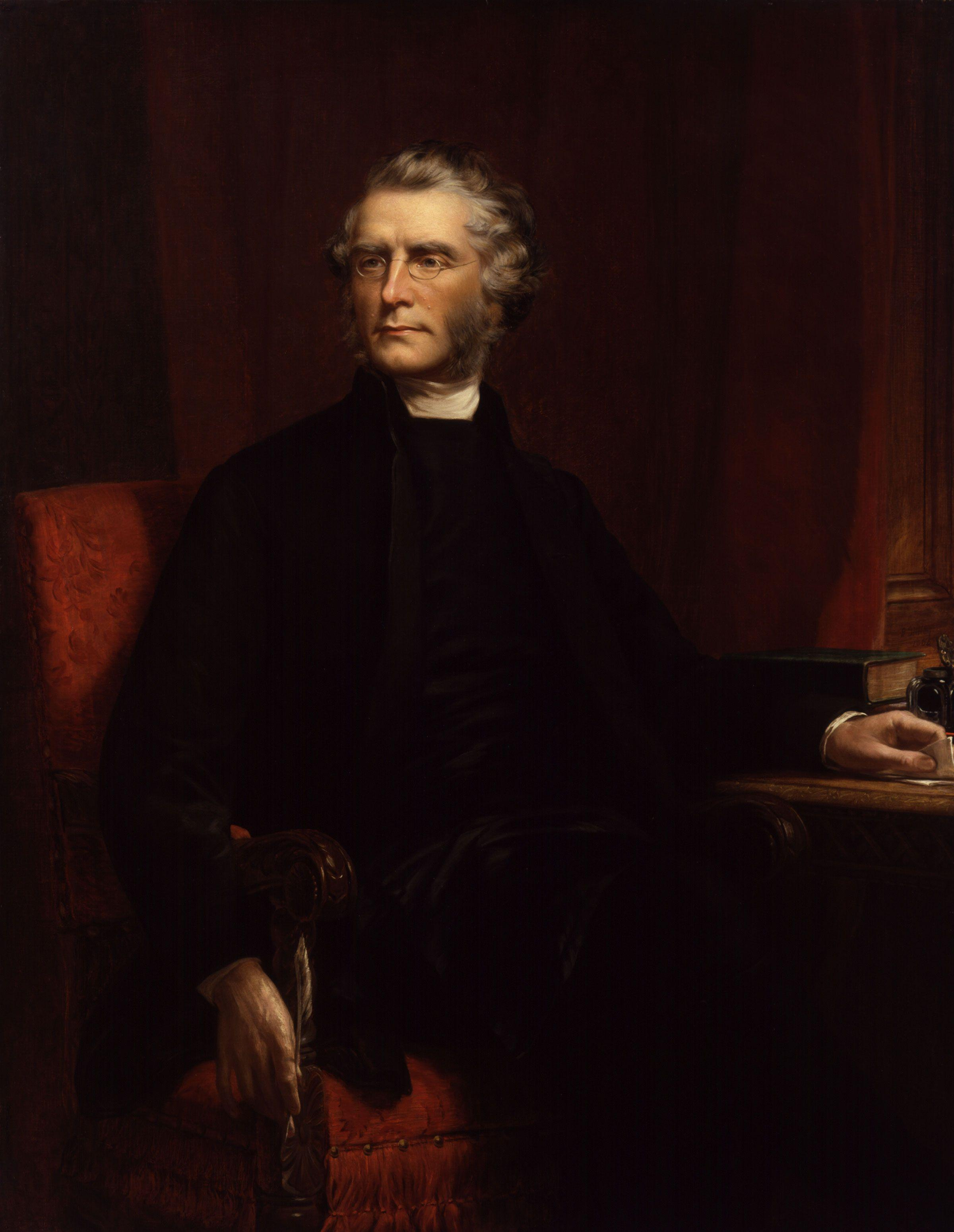
John William Colenso

- 15 janvier : Ludwig Schläfli (mort en 1895), mathématicien suisse.
- 24 janvier : John William Colenso (mort en 1883), évêque anglican de la province du Natal, mathématicien, théologien et réformateur social.
- 21 avril : Paul Émile Breton de Champ (mort en 1885), mathématicien et ingénieur français.
- 30 mai : Eugène Charles Catalan (mort en 1894), mathématicien franco-belge.
- 5 juin : Pierre-Laurent Wantzel (mort en 1848), mathématicien français.
- 3 septembre : James Joseph Sylvester (mort en 1897), mathématicien britannique.
- 20 décembre : Jules de La Gournerie (mort en 1883), ingénieur et mathématicien français.
- 23 décembre : Jules Vieille (mort en 1896), mathématicien français.

## Décès

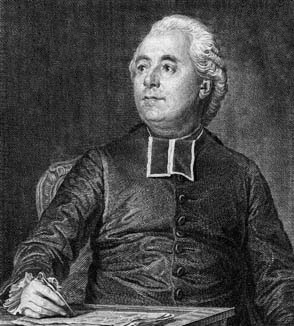
Charles Bossut

- 21 décembre : Charles François de Bicquilley (né en 1738), militaire, philosophe et mathématicien français.